# جونگجاسان (گیونگی)
جونگجاسان (به لاتین: Jongjasan) یک کوه است که در کره جنوبی واقع شده‌است. جونگجاسان ۸۷۷٫۲ متر بالاتر از سطح دریا واقع شده‌است.